# Japan Ice Hockey League
Die Japan Ice Hockey League (jap. 日本アイスホッケーリーグ, Nihon Aisuhokkē Rīgu) ist eine ehemalige professionelle Eishockeyliga aus Japan. Die Liga wurde 1966 gegründet, nachdem bereits seit den 1930er Jahren landesweit der nationale Pokalwettbewerb All Japan Ice Hockey Championship ausgetragen wurde. Bis 1974 bestand die Liga aus fünf Mannschaften, anschließend bis zu ihrer Auflösung 2004 aus sechs Teams.
Gemeinsamer Rekordmeister der JIHL sind die Ōji Eagles und die Seibu Prince Rabbits mit je 13 Titeln vor Seibu Tetsudo Tokio (10 Titel) und Iwakura Tomakomai (2 Titel).
Um die Entwicklung des Eishockeys in Asien voranzutreiben, wurde 2003 die multinationale Asia League Ice Hockey gegründet, in der Mannschaften aus Japan, Südkorea und China teilnehmen. Mit Golden Amur spielte 2004/05 zudem eine Mannschaft aus Russland in der ALIH.

## Meister
| Saison | Meister              |
| ------ | -------------------- |
| 2004   | Kokudo Tokio         |
| 2003   | Kokudo Tokio         |
| 2002   | Kokudo Tokio         |
| 2001   | Kokudo Tokio         |
| 2000   | Seibu Tetsudo Tokio  |
| 1999   | Kokudo Tokio         |
| 1998   | Kokudo Tokio         |
| 1997   | Seibu Tetsudo Tokio  |
| 1996   | Seibu Tetsudo Tokio  |
| 1995   | Kokudo Tokio         |
| 1994   | Shin Oji Tomakomai   |
| 1993   | Kokudo Tokio         |
| 1992   | Kokudo Keikaku Tokio |
| 1991   | Oji Seishi Tomakomai |
| 1990   | Oji Seishi Tomakomai |
| 1989   | Kokudo Keikaku Tokio |
| 1988   | Oji Seishi Tomakomai |
| 1987   | Oji Seishi Tomakomai |
| 1986   | Kokudo Keikaku Tokio |
| 1985   | Oji Seishi Tomakomai |
| 1984   | Oji Seishi Tomakomai |
| 1983   | Oji Seishi Tomakomai |
| 1982   | Oji Seishi Tomakomai |
| 1981   | Seibu Tetsudo Tokio  |
| 1980   | Oji Seishi Tomakomai |
| 1979   | Seibu Tetsudo Tokio  |
| 1978   | Kokudo Keikaku Tokio |
| 1977   | Seibu Tetsudo Tokio  |
| 1976   | Seibu Tetsudo Tokio  |
| 1975   | Kokudo Keikaku Tokio |
| 1974   | Oji Seishi Tomakomai |
| 1973   | Seibu Tetsudo Tokio  |
| 1972   | Seibu Tetsudo Tokio  |
| 1971   | Seibu Tetsudo Tokio  |
| 1970   | Oji Seishi Tomakomai |
| 1969   | Oji Seishi Tomakomai |
| 1968   | Iwakura Tomakomai    |
| 1967   | Iwakura Tomakomai    |